# 戦国毒饅頭ハンベエ
『戦国毒饅頭ハンベエ』（せんごくどくまんじゅうハンベエ）は、江茂タツキによる日本の4コマ漫画作品。スクウェア・エニックスのウェブコミック配信サイト『ガンガンONLINE』で2010年3月18日更新分から2011年8月25日更新分まで不定期で連載された。単行本は全2巻。

## あらすじ
時は1567年。戦国大名・織田信長は天才軍師と名高い竹中半兵衛を自分の家臣にしようと思い、配下である木下秀吉を送り込む。居宅を訪れた秀吉が目にしたのは人間とは思えないほどとてもちびっこい人物だった。

## 登場人物
竹中半兵衛（たけなか はんべえ）
主人公。通称ハンベエ。山奥で隠居生活を送っていたが、自身を訪ねてきた秀吉に乞われてその配下となった。
身長は2頭身ほどしかなく、秀吉からは「本当に人間なのか」と疑われた。熱心にラブコールを送っていた信長ではなく秀吉を選んだ理由は、本人いわく「猿回しで天下統一を目指したい」ため。
病弱で、時々咳き込んでは豪快に吐血している。主君である秀吉にいたずらを仕掛けたり、その存在を蔑ろにするなど、普段から慇懃無礼な態度を取っている。しかし、秀吉の人柄に惚れている節がある。かなりの巨乳好き。子供がいる模様だが、本編には登場していない。

木下秀吉（きのした ひでよし）
後に天下統一を果たすが、今作品においては信長配下の武将の一人として描かれている。
信長の命を受けて隠居生活を送るハンベエを訪ね、スカウトした。見た目はサルの姿そのもので、ハンベエからは「本当に人間なのか」と疑われた。主君の信長と配下のハンベエに振り回される日々を送っている。浮気癖があり、ばれる度に妻のねねから制裁を受けている。

ねね
秀吉の妻。普段は主人である秀吉に尽くす良妻だが、秀吉の浮気を知ったときはにこやかだが冷静に怒りを表すなど、嫉妬深い一面を持つ。巨乳の持ち主で、ハンベエや秀吉にとっては目の保養になっている。

蜂須賀小六（はちすか ころく）
秀吉の配下。川並衆（川で人並みに泳げるようになりたい男衆）の出身で、水溜りで溺れてしまうほどのカナヅチ。ある夜に秀吉へ喧嘩を仕掛けて敗れて以来、友人のような主従関係が続いている。秀吉の妻・ねねに恋心を抱いており、その様子を見たハンベエからは「初心マッチョ」と茶化された。

織田信長（おだ のぶなが）
秀吉の主君。妻である濃姫の指示でお面をつけている。気まぐれ且ついたずら好きな性格で、光秀や秀吉はそのとばっちりを受けることが多い。

森蘭丸（もり らんまる）
信長の小姓だが、姿は服を着たネコそのもの。信長からは「にゃん丸」と呼ばれ、その寵愛を受けている。

濃姫（のうひめ）
信長の妻。「マムシ」の異名を持つ斎藤道三の娘で、帰蝶（きちょう）とも呼ばれる。「ポチ」という名前のヘビを首に掛けている。本作品においては明智光秀の従兄妹に当たる。信長に可愛がられている蘭丸のことを「泥棒猫」と呼び、対抗心を燃やしている。

木下小一郎秀長（きのした こいちろう ひでなが）
通称小一郎。秀吉の弟であり、片腕とも呼べる存在。長身で眼鏡をかけている。とてもマイペースな性格で、知らないうちに体を柱や欄間にぶつけて破壊したり、ハンベエを足蹴にしたりすることがある。ハンベエのことを師匠と呼び慕っている。

ミケ
ハンベエの妻。安藤守就の娘であり、本名は後世に伝わっていない。作中でも本名は明かされておらず、ミケという偽名で呼ばれている。
政略結婚をさせられそうになっていたときにハンベエと出会い、強引に押しかけて妻となった。その後果心居士の弟子となり忍術を身に付け、信長の間者として働いている。
ハンベエのことを「べー様」と呼んで溺愛しており、事ある毎に抱きついているが、当のハンベエからは鬱陶しがられている。結婚をした際にハンベエから鈴のついた首輪をもらい、身に着けている。貧乳であることを気にしている。

明智光秀（あけち みつひで）
信長配下の武将。ハンベエからは「後々裏切りそうな顔」と評されている。ハンベエに自身の本質を指摘され、泣かされてしまってからはハンベエに恋する乙女のような振る舞いを見せている。

お珠（おたま）
光秀の娘。目元は前髪に覆われており、瞳は描かれない。信長一行で海水浴に行った際には、際どい水着を着て自分のキャラクターを立てようとした。

果心居士（かしんこじ）
ミケの忍術の師匠。忍者装束に身を包み、アイマスクをしている。ミケ曰く、本当は「華神虎邇」という名前にしたかったが、自身の師匠に止められたとのこと。

安藤守就（あんどう もりなり）
ミケの父親。ミケ以上にハンベエのことを溺愛しており、ハンベエのぬいぐるみなどのグッズを本人の代わりにかわいがっている。

お仲（おなか）
秀吉の母親。少しズレた言動をするところがあり、周囲を困らせることが多い。

足利義昭（あしかが よしあき）
室町幕府最後の将軍。語尾に「マロ」と付けるのが口癖。

顕如（けんにょ）
本願寺のトップである僧侶。ほかの僧侶たちからはアイドル視され、絶大な支持を得ている。信長に誘われて海に赴いた際に女性をナンパするなど、とても僧侶とは思えないほど煩悩に満ちた生活を送っている。作中において、年越しの際にカウントダウンライブ「KENNYO FINAL」を開催した。

伊達政宗（だて まさむね）
独眼竜とも呼ばれた戦国大名。姿はハムスターそのもので、家臣たちからは「ましゃむね様」と呼ばれ、愛されている。

武田信玄（たけだ しんげん）
戦国武将。上杉謙信とは宿敵の関係だが、病で臥せっている時には見舞いの手紙を贈ったり、戦場で相見えた際には告白めいた言葉を投げかけるなど、特別な感情を持っている模様。

上杉謙信（うえすぎ けんしん）
戦国武将。性別不詳の中性的な人物として描かれており、信玄や家臣からはどちらなのかをはっきりして欲しいと言われている。

前野長康（まえの ながやす）
秀吉の配下であり親友。極度の恥ずかしがり屋であり、素顔を隠すために常にお面を付けて、頑なに素顔を見せようとしない。秀吉ですら久しくその顔を見ていないという。

## 単行本
1. ISBN 978-4-7575-3067-6
2. ISBN 978-4-7575-3420-9